# Maria Jacobsson
Maria Irene Jacobsson, född 8 oktober 1961 i Erska församling i Älvsborgs län, är en svensk politiker (socialdemokrat). Hon var riksdagsledamot (tjänstgörande ersättare) 2018–2019 för Jämtlands läns valkrets.
Jacobsson var tjänstgörande ersättare i riksdagen för Kalle Olsson 13 december 2018 – 13 januari 2019. I riksdagen var Jacobsson extra suppleant i försvarsutskottet.